# 嵌晶结构

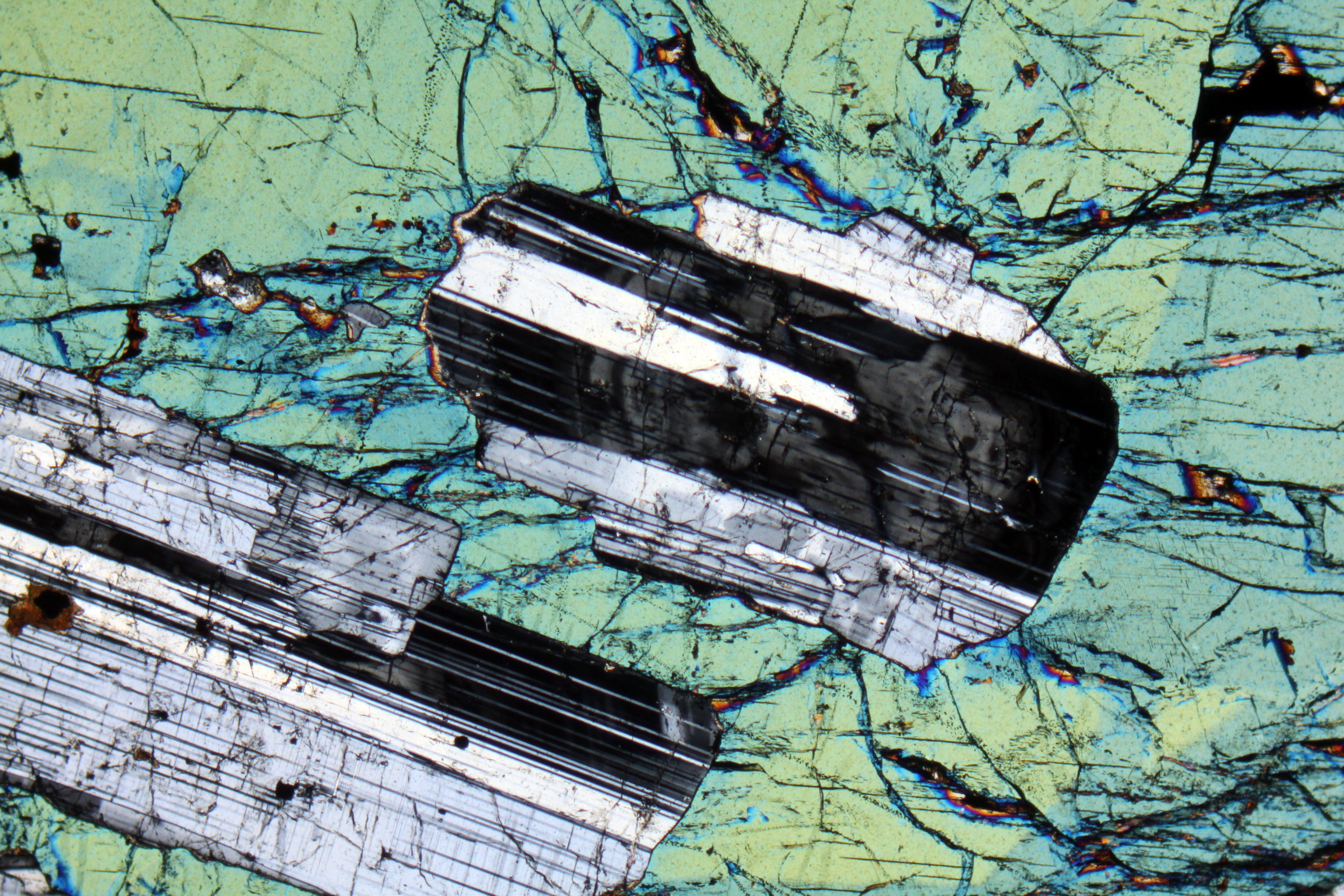
嵌晶结构其中長石（黑白色)被普通辉石包圍（藍綠色）

Poikilitic 嵌晶结构（英語：Poikilitic texture）是一種火成岩结构紋理，泛指岩石中小晶体被大晶体包含在内的一种结构。根据包裹和被包裹的关系可分为主晶和客晶,其中較大的是後期形成的不完美的晶體（'oikocrysts'）較小的是早期形成的自形晶（'chadacrysts'）。此種结构須在在岩石薄片中觀察。 在其它些岩石中，礦物晶體似乎幾乎沒有相互包裹的趨勢。 列如許多輝長岩、細晶岩和花崗岩都是如此。 即後期形成的晶體，因受早期形成的晶體所站空間的影響， 不能成長成自形晶。
嵌晶结构通常產於深成火成岩，在岩漿上升過程中，不同礦物晶體經由岩浆分异作用，能在不同壓力溫度環境下，形成自形晶與它形晶固體並隨岩浆流動。早期形成的礦物為自形晶，常有被熔蚀和交代的现象。後期形成的礦物多爲它形晶。嵌晶结构在球粒隕石中亦有被發現。在Apollo 16采取的月球岩石已有被報道.